# Wołodymyr Struk
Wołodymyr Struk (ukr. Володимир Олексійович Струк; ur. 15 maja 1964 zm. 2 marca 2022) – ukraiński polityk prorosyjski, deputowany do Rady Najwyższej Ukrainy, burmistrz miasta Kreminna na Ukrainie, znajdującego się w obwodzie ługańskim.

## Życiorys
W latach 1998–2006 Struk był członkiem Rady Miejskiej Ługańska. W trakcie wyborów parlamentarnych w 2012  uzyskał mandat deputowanego do Rady Najwyższej Ukrainy, który piastował do 2014. Był członkiem frakcji Partii Regionów z której wystąpił 3 czerwca 2014.   
Od 2014 roku był zwolennikiem Ługańskiej Republiki Ludowej i aktywnie prowadził agitację prorosyjską, nakłaniając lokalnych polityków do porozumiewania się z Rosją i Ługańską Republiką Ludową. W 2020 roku został wybrany na burmistrza Kreminny nie znajdującej się w strefie wpływów rosyjskich separatystów. 
Zginął podczas rosyjskiej inwazji na Ukrainę w 2022 roku. 1 marca 2022 został uprowadzony przez nieznane osoby w mundurach maskujących, a jego ciało odnaleziono z raną postrzałową w okolicy serca, 2 marca 2022.